# Clase Turbine
La Clase Turbine fue una clase de destructores compuesta por ocho unidades. Sirvieron en la Regia Marina italiana durante la Segunda Guerra Mundial, resultando todos hundidos en combate.

## Características
Construidos entre 1925 y 1928, el diseño del casco se basaba en el de la previa Clase Sauro, con un ligero incremento en la eslora y la potencia de sus turbinas, mejorando su autonomía y modificando también la superestructura. En pruebas, el Turbine desarrolló una potencia de 51.214 HP, lo que le permitió alcanzar una velocidad de 39,5 nudos.
Al poco de iniciarse la Segunda Guerra Mundial se modificó el armamento, añadiendo dos lanzadores de cargas de profundidad y sustituyendo las piezas de 40 mm por ocho antiaéreos de 13,2 mm. Asimismo, uno de los montajes de tubos lanzatorpedos del Turbine fue sustituido por un montaje antiaéreo doble de 37 mm.

## Historial
Los buques de esta clase fueron especialmente desafortunados en combate. En septiembre de 1940 ya habían sido hundidos seis de los ocho miembros de clase, los Borea, Nembo, Ostro y Zeffiro por ataques aéreos, siendo alcanzados por bombas o torpedos, el Aquilone colisionando con una mina marina y el Espero hundido por el crucero HMAS Sydney. 
De las dos unidades restantes, el Turbine operó bajo la bandera alemana de la Kriegsmarine desde el 8 de septiembre de 1943, cuando se produjo la capitulación de Italia, perdiendo el nombre y empleando únicamente el identificador TA14. Resultó hundido en combate el 15 de septiembre de 1944, por un ataque aéreo de aparatos estadounidenses, cerca de Salamina. La unidad restante, el Euro, fue también hundido por un ataque aéreo, pero esta vez de aparatos alemanes tras la capitulación italiana.

## Destructores de la ClaseTurbine
- Aquilone (AL)
- Borea (BR)
- Espero (ES)
- Euro (ER)
- Nembo (NB)
- Ostro (OT)
- Turbine (TB)
- Zeffiro (ZF)